# Lobànovka
Lobànovka (en rus: Лобановка) és un poble del krai de Primórie, a l'Extrem Orient de Rússia, que en el cens del 2010 tenia 127 habitants. Pertany al districte rural de Dalneretxenski.